# Nushagak-Halbinsel
Die Nushagak-Halbinsel (englisch Nushagak Peninsula) liegt im Südwesten Alaskas und ist Teil des Togiak National Wildlife Refuge. 
Die Halbinsel ragt 56 km in die nördliche Bristol Bay und erreicht eine Breite von bis zu 24 km. Östlich liegt die Nushagak Bay, in die bei Dillingham der Nushagak River mündet. Im Westen grenzt die Kulukak Bay an die Halbinsel, die Südspitze bildet Cape Constantine. Am nördlichen Ende liegt die Siedlung Manokotak, die Halbinsel selbst ist unbewohnt.
Benannt wurde die Halbinsel 1910 vom U.S. Coast and Geodetic Survey in Anlehnung an die angrenzende Bucht.